# Кьоссоне, Эдоардо
Эдоардо Кьоссоне (итал. Edoardo Chiossone; 21 января 1833, Аренцано, Лигурия — 11 апреля 1898, Токио) — итальянский гравёр и график.

## Жизнь и творчество
Эдоардо Кьоссоне с 1847 года, в течение 8 лет, ещё в юношеском возрасте изучает мастерство гравирования в классе Раффаэле Гранара в Академии Лигустика (итал. Accademia Ligustica) в Генуе — как медную графику, так и технологии кислотного травления, получив во время своего образования различные награды и знаки отличия — в первую очередь за копии работ мастеров эпохи Ренессанса. Часть этих работ была оставлена при Академии, в её архиве, и впоследствии поступила экспонатами в прилегающий к Академии художественный музей. В 1860 году двоюродный брат Эдоардо, Доменико Кьоссоне, также гравёр, выпускает художественный альбом, посвящённый музеям и галереям различных городов Италии — Italia artistica o Galleria di capolavori italiani disegnati ed incisi dai quadri originali esistenti nelle varie città. Многочисленные иллюстрации в нём были выполнены обоими братьями, Эдоардо и Доменико Кьоссоне. Автором текста был Давид Кьоссоне. В 1867 году одна из графических работ Эдоардо Кьоссоне была представлена на Всемирной выставке в Париже. В том же году он начинает работать в Итальянском Национальном банке, и был направлен этим банком во Франкфурт-на-Майне, в Германию, где изучал изготовление специальной бумаги для денежных знаков. В 1874 он направляется в Лондон, с последующей командировкой в Японию.
В 1875 году Эдоардо Кьоссоне приезжает в Японию и поселяется в Токио. В том же году японское правительство назначает его директором государственного печатного двора Министерства финансов. Кьоссоне занимает эту должность до 1891 года. В 1888 году по заказу императорского двора он создаёт официальный портрет японского императора Мэйдзи. Кьоссоне был автором целого ряда японских банкнот, ценных бумаг, а также почтовых марок, изготовив более 500 клише для их производства. Начиная с 1875 года он создаёт многочисленные графические портреты, в том числе более 200 портретов на основе использованных для этих целей 500 фотографий.
Кьоссоне был страстным коллекционером и собрал большую коллекцию произведений японского искусства. Эти все экспонаты итальянский график распорядился передать городу Генуе с тем, чтобы там был открыт музей, посвящённый восточной и японской культуре. В 1905 году такой музей был открыт — Музей восточного искусства Эдоардо Кьоссоне (итал. Museo d’arte orientale Edoardo Chiossone).
Эдоардо Кьоссоне скончался от заболевания сердца и был похоронен на токийском кладбище Аояма, на его части, предназначенной для иностранцев.

## Галерея

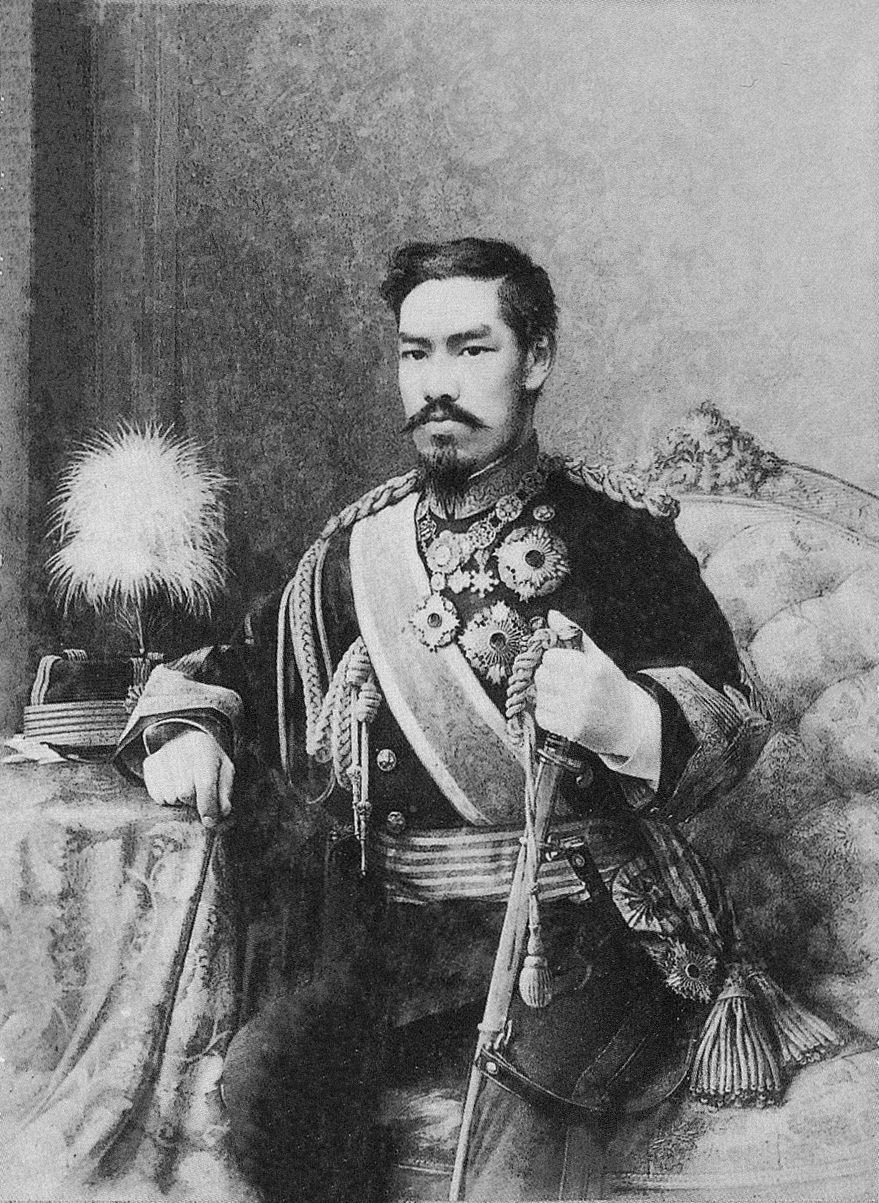
Официальный портрет императора Мэйдзи (свинцовый карандаш, мел).
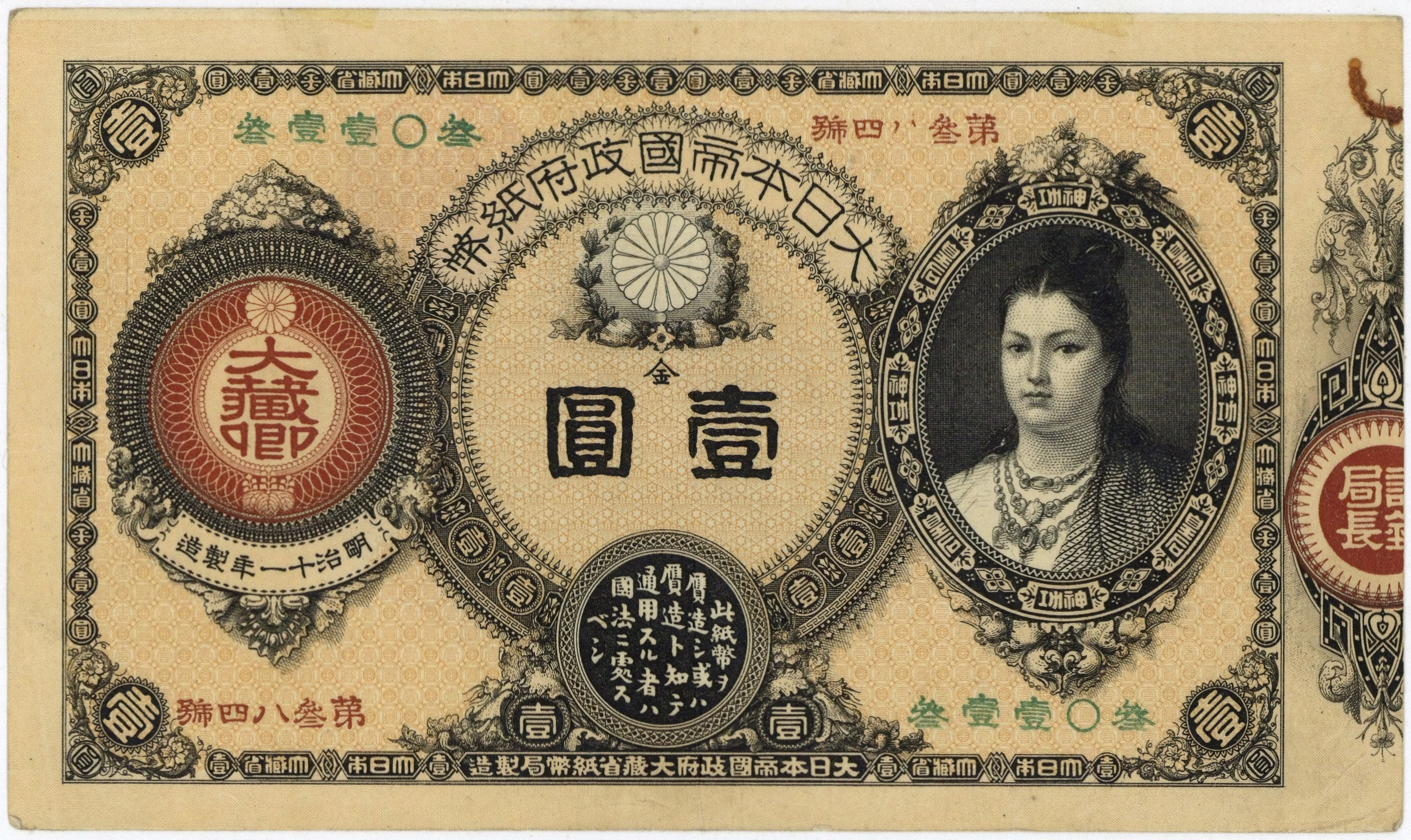
Японская банкнота, достоинством в 1 иен с изображением легендарной императрицы Дзингу.
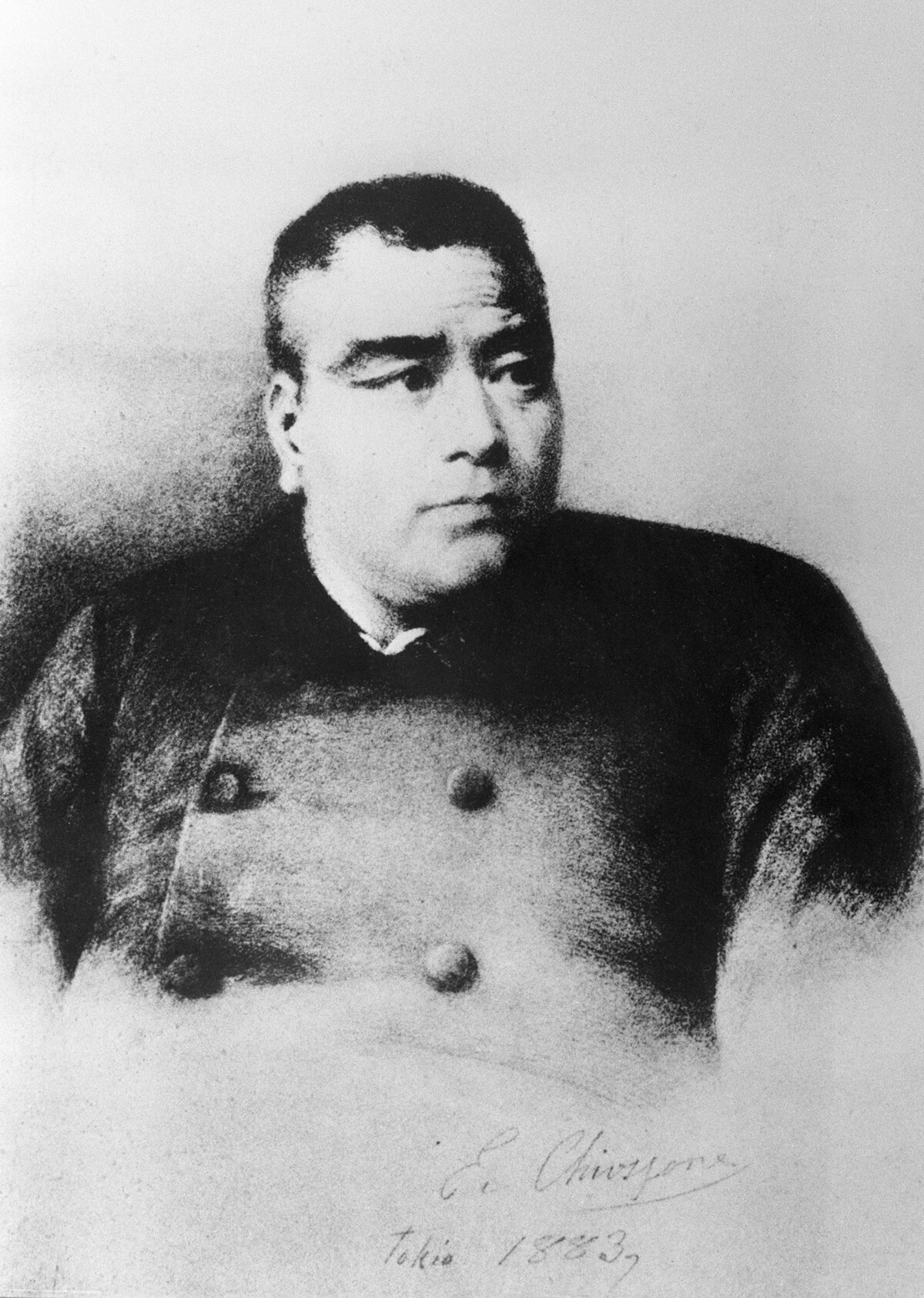
Портрет самурая Сайго Такамори.
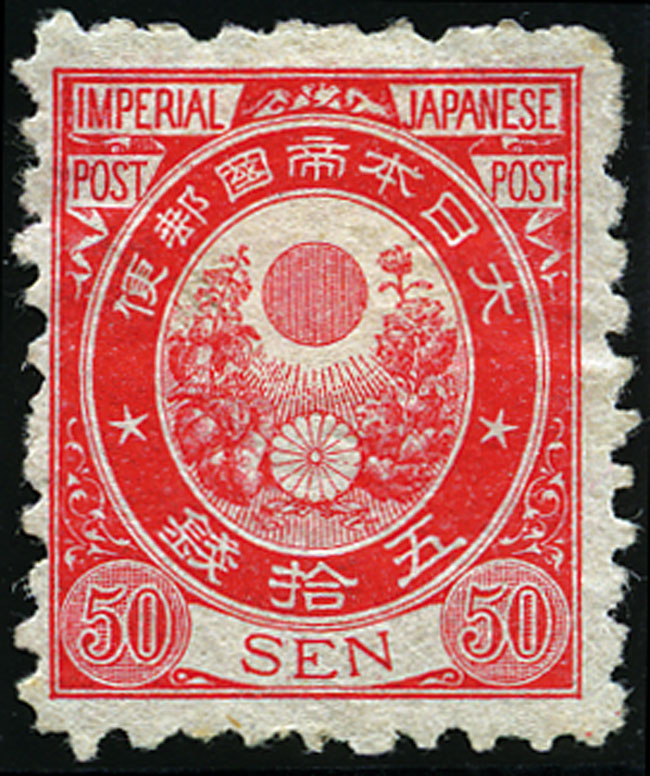
Почтовая марка Японии 1888 года выпуска работы Эдоардо Кьоссоне.
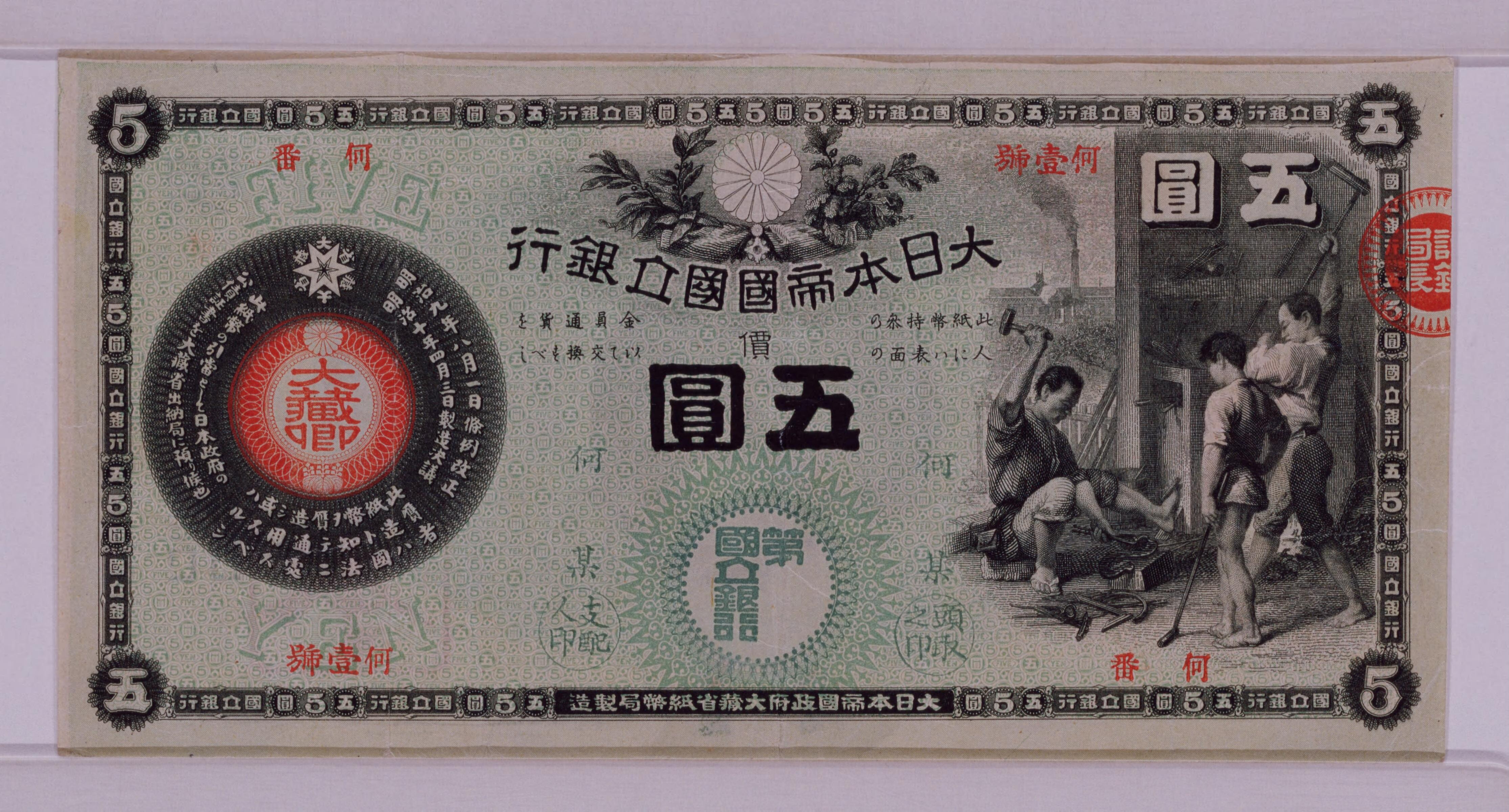
Банковская купюра достоинством в 5 иен.